# Polyptyque de Sant'Antonio
 (janvier 2022).
Le Polyptyque de Sant'Antonio  est  un polyptyque peint par Piero della Francesca entre 1460 et 1470 commandé par les religieuses du couvent de Sant'Antonio da Padova à Pérouse. Il est  conservé actuellement à la Galerie nationale de l'Ombrie à Pérouse.

## Histoire
Piero della Francesca est chargé par les sœurs du couvent franciscain de San'Antonio da Padova de compléter un retable qui a été commencé par un peintre local. Il s'agit d'une Vierge à l'Enfant au centre, flanqué de chaque côté par deux saints et surmonté par un fronton avec une Annonciation.
L'œuvre est commencée par Piero vers 1460, après la réalisation de son polyptyque de la Misériacorde de Borgo San Sepolcro. Piero vient de rentrer d'un séjour à Rome ou il a été influencé par le style des peintures espagnoles qu'il a vu.
Le polyptyque est terminé vers 1470 avec l'Annonciation peint sur le fronton.

## Description du polyptyque
Le polyptyque est composé de neuf panneaux. Le style et la qualité des différents compartiments ne sont pas uniformes : la partie basse (tondi et prédelle) est le fruit du travail des assistants de Piero ; la partie centrale est le travail de Piero, mais dans le style « byzantin », sans doute voulu par les commanditaires. En revanche, l'Annonciation du fronton est un chef d’œuvre de Piero, avec l'utilisation extraordinaire de la perspective. Les colonnes torsadées de séparation des panneaux, en plâtre, ont été ajoutées après la fin des peintures.
Toutes les auréoles portées par les personnages dans le retable semblent posées sur le haut de leurs têtes, en perspective aplatie très elliptique et non circulaire, qui était un abandon également des canons stricts de la peinture byzantine). En plus, elles donnent l'illusion d'être réfléchissantes, car on voit la haut de la tête de chaque personnage.

### La partie centrale
La  Vierge à l'Enfant est entourée de saint Antoine de Padoue et  saint Jean-Baptiste à gauche,  saint François d'Assise et sainte Élisabeth de Hongrie à droite. Comme le retable de la Miséricorde à Sansepolcro, c'est un travail de style archaïque, sans aucun doute à la demande des commanditaires, mais avec les principales figures peintes sur un fond d'or précieux, avec un motif qui imite les tissus précieux, qui était à la mode avec des peintres espagnols que Piero avait rencontré à Rome. Donc, on peut dater le panneau vers 1460.
Le panneau central est une Vierge à l'Enfant. Ils trônent, sous une niche en marbre avec dôme coffré. Cette coupole rappelle beaucoup l'architecture qui sera l'arrière-plan de La Conversation sacrée, que Piero peindra en 1470. 
L'Enfant donne une bénédiction et tient une fleur rouge, préfigurant le sang de la Passion du Christ. 
La position de la Vierge, légèrement incurvée, et l'aspect physique solide de l'Enfant semble un hommage à l'art de Masaccio, en particulier à la Vierge à l'Enfant de son polyptyque de Pise.
Il y a deux saints de chaque côté de la Vierge. A gauche sont saint Antoine de Padoue et saint Jean le Baptiste, le premier reconnaissable par l'habit franciscain et le livre qui rappelle sa familiarité avec les Écritures, le second par les cheveux noirs, la barbe, la robe de l'ermite dans le désert, le bâton et le geste qui indique l'Enfant Jésus. Sur la droite se trouve saint François d'Assise, qui montre ses stigmates et sainte Élisabeth de Hongrie. 
| - Antoine et Jean-Baptiste - Vierge à l'Enfant - François et Élisabeth |

### Le fronton
La partie haute du retable est décorée d'une des scènes les plus représentées de l'iconographie chrétienne, celle de l'annonce faite à Marie de Nazareth par l'Archange Gabriel), scène dite de l'Annonciation. L'iconographie de l'Annonciation était bien établie. Elle doit montrer : 
- Les protagonistes : Gabriel ; Marie ; soit Dieu le Père, soit l'Saint-Esprit (représenté par une colombe dans le ciel) assistant à la scène.
- Très souvent Marie porte un livre, symbole du Verbe incarné.
- L'annonce se passe dans un jardin clos ou devant une porte fermée (l'hortus conclusus), symbolisant la virginité de Marie ;
- Une colonne doit être interposée entre l'ange et Marie. Cette colonne symbolise la présence secrète du Christ selon l'adage (columna est Christus).

| - L'Annonciation |

Le changement radical de style avec le fronton et la partie basse du retable a amené certains historiens d'art à suggérer que le fronton a été ajouté beaucoup plus tard ; d'autres affirment qu'il y une unité dans la structure du polyptyque et le fronton, à l'origine rectangulaire a été simplement découpé par Piero pour faire le pinacle.
Il est aussi possible que la partie basse du retable a été commencée dans un style archaïque par un autre artiste et Piero, prenant la suite, était obligé de continuer dans le même style. Mais, pour le fronton, il avait les mains libres de le faire dans son propre style.
Piero a réussi à surpasser les limitations imposées par les commanditaires et nous a donné l'un des plus parfaits exemples de l'utilisation de la perspective. Grâce à sa maîtrise de la peinture à l'huile tous les aspects de l'architecture sont représentés avec un luxe de détails. En particulier deux rangées de chapiteaux doubles du cloître, où chaque architrave et chaque colonne projette une mince ombre sur le sol, qui guide l’œil vers le point de fuite, caché par une plaque en marbre qui empêche la pénétration plus loin. Les distances sont calculées parfaitement et rien n'est ni forcé, ni artificiel. Le résultat est hyperréaliste !
En ce qui concerne l'iconographie :
- Au ciel se trouve la colombe représentant l'Esprit-Saint, dans une gloire ;

- L'Archange Gabriel à gauche, Marie à droite, sous un portique de cloître, portant de la main un livre ;

- Entre eux, une perspective composée d'un massif de colonnes se cachant les unes les autres, entraîne le regard vers un point de fuite masqué par une plaque de marbre. C'est le cœur de la représentation. Le passage étroit, dont la pénétration complète est empêchée par la plaque, représente l'hortus conclusus ou la virginité éternelle de Marie. Piero utilise aussi ce type d'imagerie dans la fresque de l'Annonciation de La Légende de la Vraie Croix.

- En regardant la position de Marie par rapport à la double rangée de colonnes devant elle, on aperçoit qu'elle est effectivement cachée de la vue de Gabriel par une double colonne (columna est Christus).

### Les tondi
Les tondi : Sous les trois panneaux principaux se trouvent trois médaillons. Seuls ceux aux extrémités sont ornés. Les peintures ne sont pas l’œuvre de Piero mais de ses assistants qui suivaient ses dessins.
- A gauche est la demi-figure de Santa Chiara, avec la robe de clarisse, le livre et le lys de pureté,

- A droite Agathe de Catane, tenant une assiette avec des seins qui ont été amputés au cours de son martyre. Le martyre est symbolisé par la branche de palmier qu'elle tient à la main gauche.

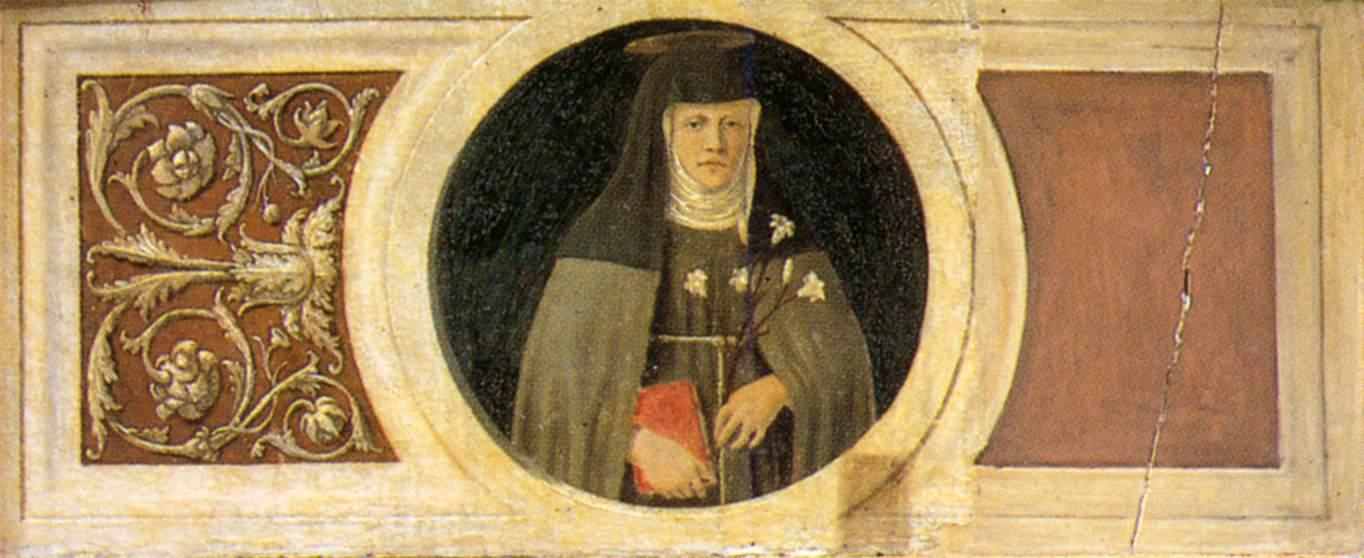
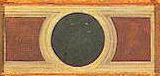
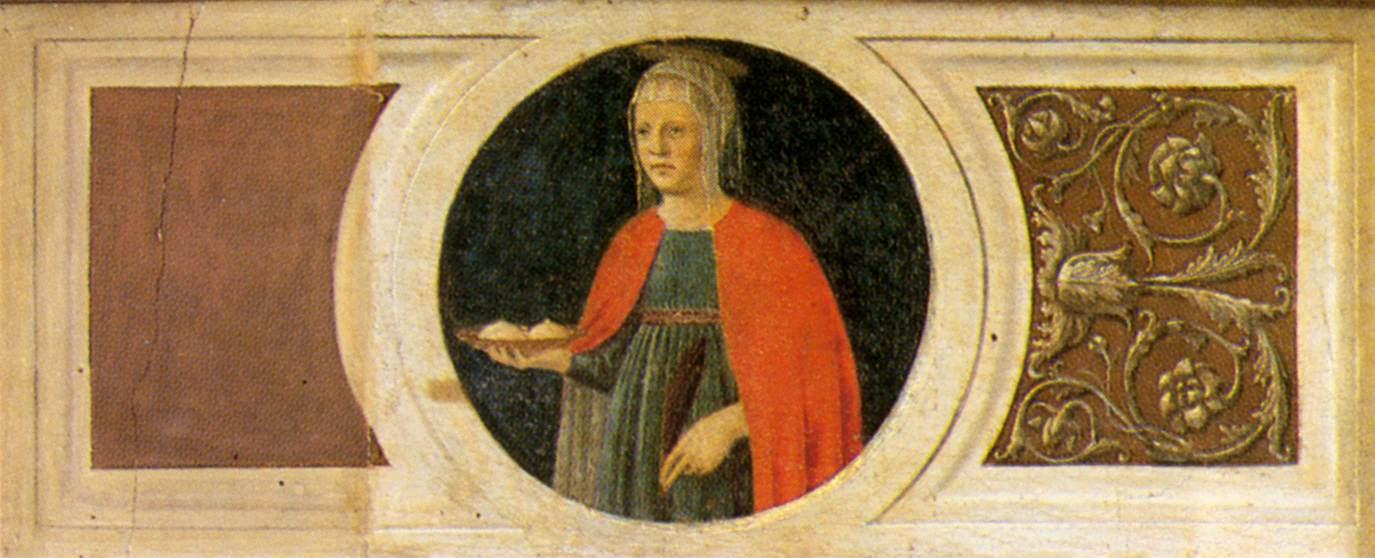

### La prédelle
Sous les tondi, les trois panneaux de la prédelle montrent des scènes de la vie des saints. Ils sont également l’œuvre des assistants.
- Miracle de saint Antoine (36 × 49 cm) est situé dans un intérieur, où Antoine, accompagné d'un autre ermite et en présence de la mère en larmes, ramène à la vie un enfant mort.

- Stigmates de saint François (36 × 51 cm) est une scène nocturne, mais de qualité bien inférieure que le Songe de Constantin des fresques d'Arezzo.

- Miracle de Sainte-Elizabeth (39 × 49 cm) : un puits, au milieu d'un petit carré de maisons, a perdu un morceau de balustrade et un enfant est tombé dedans. Deux personnages aident à contextualiser la scène: une femme qui regarde dans le puits et un homme se précipite, avec une corde avec un grappin attaché à l'extrémité. La mère de l'enfant se jette alors sur ses genoux pour prier sainte Elizabeth, qui apparaît en haut dans un nuage et l'enfant remonte à la surface en bonne santé.

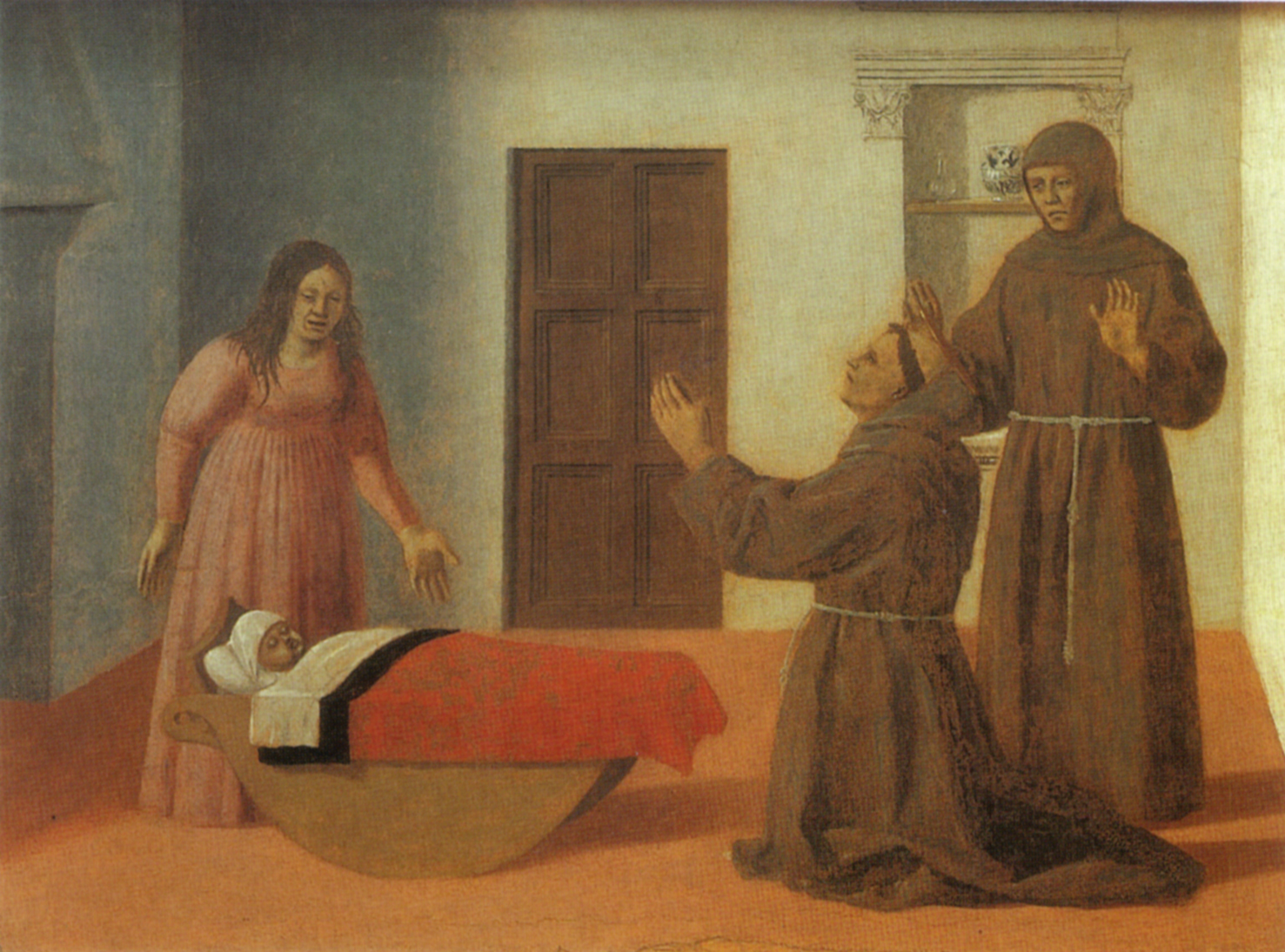
Saint Antoine de Padoue ressuscitant un enfant
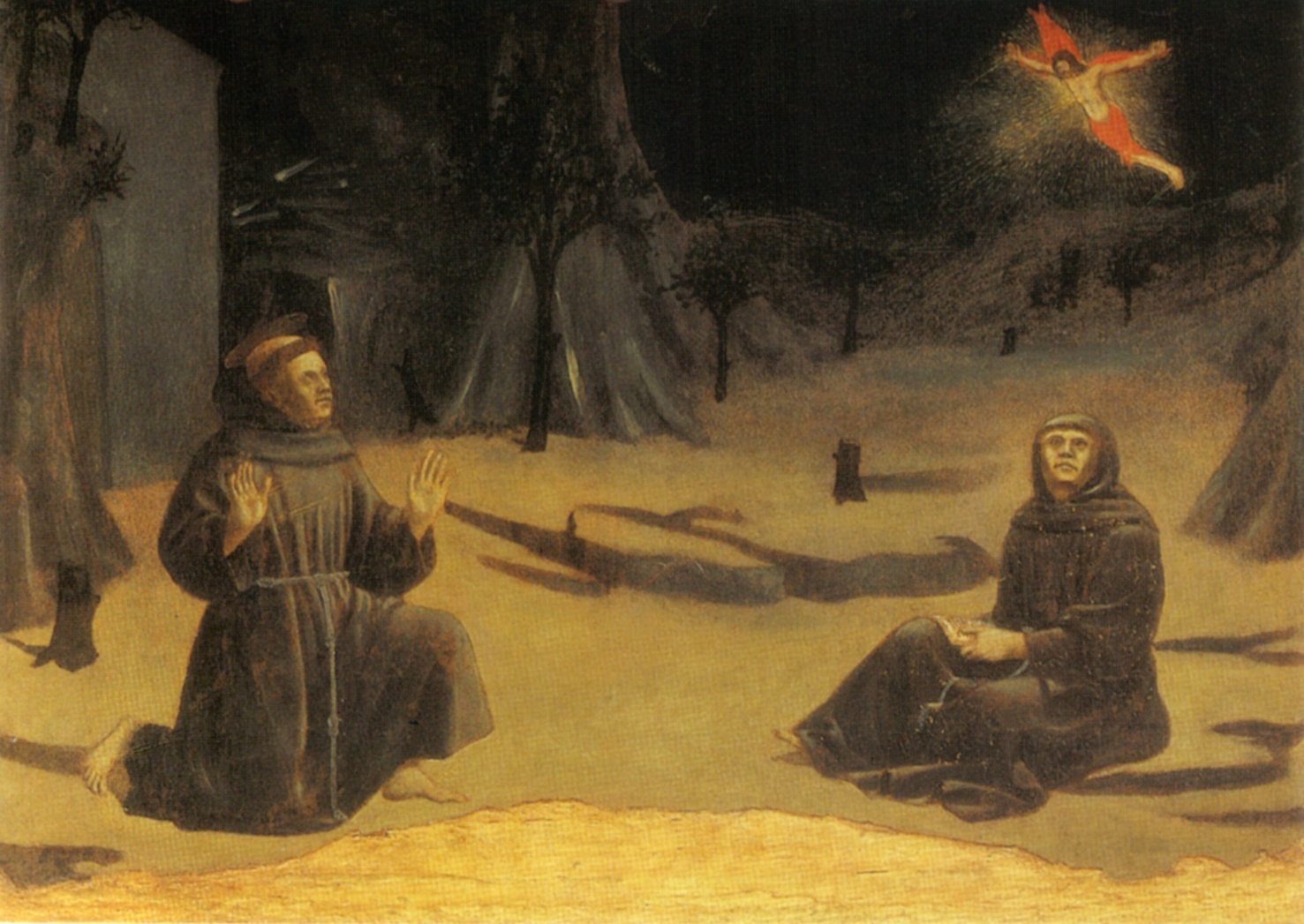
La Stigmatisation de saint François
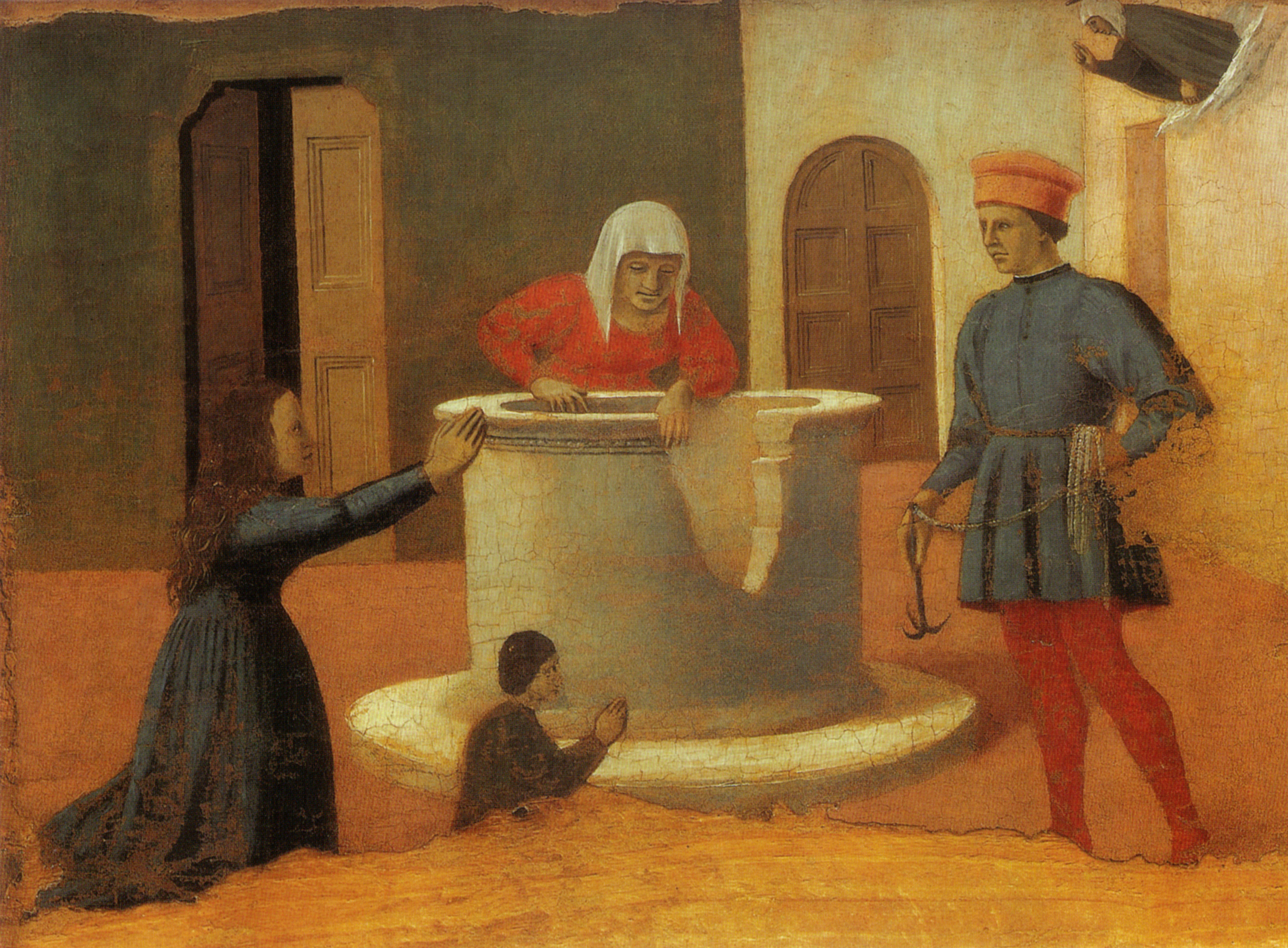
Élisabeth sauvant un enfant tombé dans un puits

## Analyse
Piero della Francesca conserve ici la structure du triptyque (peut-être contraint à ce conservatisme par contrat), mais les degrés du trône de la Vierge passent du panneau central dans les panneaux latéraux. Ce détail suffit à faire des colonnes sculptées du cadre une construction située « devant » un espace cohérent qui se développe « derrière » lui.